# لثه‌درمانی
پِریودانتیکس یا پارودُنسی یا پیرادَندانیک یا لثه‌پزشکی، یکی از تخصص‌های دندان‌پزشکی است که به تشخیص و درمان بیماری‌های بافت نرم و سخت (به جز دندان) در حفرهٔ دهان می‌پردازد. درمان بیماری‌های لثه، جراحی‌های محدود و میکروسکوپی دهانی، اعمال زیبایی، مهندسی بافت، بازسازی و پیوند استخوان و بافت نرم دهان و کاشت دندان (ایمپلنت) از کارهای تخصصی این رشته می‌باشند.
پیرادندان مجموعه‌ای از بافت‌های نگهدارندهٔ دندان‌ها است که پیرامون آنها را دربرگرفته است و شامل لثه، استخوان آلوئولی، ساروجه و رِباط‌های پیرادندانی است.
دندان‌پزشکی که موفق به گذراندن دورهٔ تخصصی پریودانتیکس می‌شود به عنوان پریودنتیست (متخصص جراح لثه) شناخته می‌شود.

## بیماری‌های لثه
بیماری‌های پیرادندانی (پریودُنتال) اشکال متفاوتی دارند ولی معمولاً نتیجهٔ پیوستن پلاک‌های باکتریایی و انباشته شدن آنها روی دندان‌ها و در برخی موارد روی لثه تحت تأثیر عوامل زمینه‌ای همراه با سازوکارهای ایمنی-التهابی و بقیهٔ عوامل خطر می‌باشند که باعث آسیب رساندن به استخوان‌های فک و لثه در پیرامون دندان‌های طبیعی و ایمپلنت می‌شوند. اگر این بیماری‌ها درمان نشوند، به تخریب لثه و استخوان‌های نگهدارندهٔ دندان و از دست رفتن دندان می‌انجامند. در برخی مقالات، تأثیر منفی این بیماری بر سایر شرایط سیستمیک همانند دیابت تأیید شده است.

## بیماری‌های پری ایمپلنت چیست
پری ایمپلنتیت همان چیزی است که بیماری لثه زمانی که ایمپلنت دندانی را تحت تأثیر قرار می‌دهد نامیده می‌شود. اگر به درستی از لثه‌های خود مراقبت نکنید، ناحیه ایمپلنت ممکن است عفونی شود و استخوان و لثه اطراف توسط باکتری‌ها آسیب ببینند. این می‌تواند باعث لق شدن ایمپلنت دندان شود شود.

## تأثیرات دخانیات، الکل و مواد مخدر روی دندان‌ها[۱]
دخانیات، الکل و مواد مخدر روی سلامت مصرف‌کننده در سنین جوانی تأثیرات زیادی دارند. بسیاری از تأثیرات این مواد روی سلامت دهان و دندان ناشناخته اند.
از دست دادن دندان و بیماری لثه
تنباکو می‌تواند به بافت‌های لثه آسیب برساند و به تورم و بیماری‌های پیرادندانی (پریودنتال) بینجامد. استفاده از این مواد همچنین می‌تواند با محدود کردن قابلیت مویینگی لثه‌ها روی آنچه استخوان را به بافت نرم دندان متصل می‌کند تأثیر منفی بگذارد و به از دست رفتن دندان بینجامد.
خشکی دهان
استفاده از این مواد می‌تواند مقدار تولید بزاق در دهان را بکاهد و به خشکی دهان بینجامد. همچنین این کار ریسک پوسیدگی دندان، بیماری لثه و تحلیل لثه را می‌افزاید.
پوسیدگی دندان و تحلیل لثه
خشکی دهان همچنان که در بالا شرح داده شد؛ روی پوسیدگی دندان و و تحلیل لثه تأثیر می‌گذارد. حالت مستی دمای بدن را بالا می‌برد که می‌تواند به افزایش مصرف نوشیدنی‌های قندی بینجامد. اغلب نوشیدنی‌های الکلی بسیار قندی اند. مصرف مکرر این نوشیدنی‌ها، مینای دندان را ضعیف می‌کند که نخستین گام پوسیدگی دندان است. افزون بر این، مصرف الکل به دلیل پدیدآوری خشکی دهان، فرد را مستعد بیماری‌های دهان و دندان می‌سازد.
بوی بد دهان
سیگار کشیدن باعث بوی بد دهان می‌شود، ایجاد رسوب روی دندان و لک شدن دندان، زبان و لثه‌ها می‌شود. این لکه‌ها ممکن است زرد یا مشکی باشند.
بهداشت ضعیف دهان و دندان
مصرف الکل و مواد مخدر می‌تواند به غفلت در بهداشت دهان و دندان بینجامد.
سرطان دهان
تنباکو حاوی مادهٔ سرطان‌زایی است که می‌تواند به سرطان دهان بینجامد. مصرف الکل نیز به مقدار قابل توجهی ریسک سرطان دهان را می‌افزاید و زمانی که در کنار الکل تنباکو نیز مصرف شود این ریسک بیشتر می‌شود. مشابه تنباکو، قلیان نیز ریسک سرطان دهان را می‌افزاید.

## آموزش
پیش از یادگیری این تخصص، شخص باید مدرک دندان‌پزشکی عمومی خود را دریافت کند.

### آمریکا
طبق انجمن دندان‌پزشکان آمریکا (CODA)، تکمیل این دورهٔ تخصصی به‌طور میانگین سه سال طول می‌کشد. بر پایهٔ انجمن آمریکایی لثه‌پزشکی، این تخصص مربوط به پیشگیری، تشخیص و درمان بیماری‌های پریو و بیماری‌هایی که باعث تورم در دهان می‌شود می‌باشد. همچنین این تخصص، کاشت ایمپلنت را نیز آموزش می‌دهد.

### استرالیا
بر پایهٔ انجمن دندان‌پزشکان استرالیا (ADC)، این تخصص سه سال به طول می‌انجامد. پس از اتمام این دوره، فرد مدرک تخصص یا مدرک دندان‌پزشکی بالینی (DclinDent) دریافت می‌کند و بعداً می‌تواند مدرک فلوشیپ پریو (FRACDS (Perio را از کالج سلطنتی جراحان دندان‌پزشک استرالیا دریافت کنند.

### کانادا
انجمن دندان‌پزشکان کانادا (CDAC) اعلام کرده است که این دوره در کانادا به‌طور متوسط دو سال است. دانش‌آموختگان پس از آن می‌توانند در امتحانات فلوشیپ کالج سلطنتی دندان‌پزشکان کانادا (FRCD (C)) شرکت کنند.

### هند
پریودانتیکس یک رشتهٔ تخصصی در هند است. پریودنتیست‌ها باید در کنار این رشته، تخصص جراحی دندان‌پزشکی (M.D.S) نیز دریافت کنند.

### بریتانیای کبیر
جامعهٔ بریتانیایی پریودُنتولوژی در زمینهٔ پیشرفت هنر و علم این رشته فعالیت می‌کند. اعضای این انجمن شامل متخصصان، پریودنتیست‌ها، دندانپزشکان عمومی، دندان‌پزشکان بازسازی، آکادمی بالینی، بهداشت‌کاران دهان و دندان و بسیاری دیگر اند.